# Ampsivariens

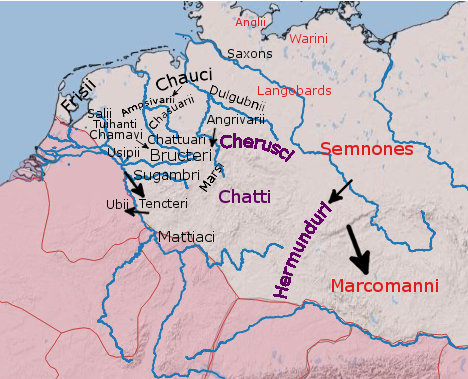

Les Ampsivariens, Ansibariens, Ansivariens ou parfois Ambivariens sont un peuple germain, rattachés aux Francs à partir du IIIe siècle.
Ils sont établis dans le nord-ouest de la Germanie, à l’ouest de l’Ems, fleuve qui se jette dans la mer du Nord. D’après ce que nous savons de l’emplacement des autres tribus germaniques, ils étaient plutôt placés sur le cours inférieur du fleuve. Deux villes portent actuellement leur nom : Emden (en Allemagne) et Emmen (aux Pays-Bas).
Ils apparaissent à l’époque de Jules César.

## Dans Tacite
Ils sont encore mentionnés par Tacite. À ce moment-là, ils refusent de soutenir Arminius dans son attaque surprise contre les trois légions romaines (voir bataille de Teutobourg), en 9 ap. J.-C. lorsqu’ils tentent de s’installer dans l’Empire romain au milieu du Ier siècle ap. J.-C. L’alliance des peuples conduite par Arminius a par la suite formé la puissante confédération des Francs.
Par la suite, les Chauques les attaquent (vers 58) et les chassent de leurs terres du bas-Ems. Obligés de fuir, ils sont accueillis par diverses tribus de l'ouest de la Germanie. À cette époque, l’armée romaine faisait le vide sur le bas-Rhin, qui devenait un no man's land entre la Germanie et la province romaine de Belgique. Les empereurs avaient décidé de stopper l’expansion impériale, et de protéger l’acquis.
Les Frisons croient que l’inaction romaine cache une future campagne, ils occupent une partie des terres le long du Rhin. Rome leur demande de les évacuer : devant leur refus, la cavalerie romaine les en chasse.
Les Ampsivariens se proposent alors pour ces terres. Leur chef Boiocalus a déjà servi Rome en refusant d’aider Arminius, et était considéré amicalement par Rome. Leur demande est rejetée, sans que Tacite en donne de raison explicite.
Cependant, Rome indique officieusement à Boiocalus que ces terres leur seraient finalement concédées. La contrepartie n’est pas claire : une paix séparée, ou une soumission à Rome. Dans les deux cas, Boiocalus rejette l’offre, Rome le considère alors comme un traître. Les Ampsivariens concluent alors une alliance défensive avec les Tenctères et les Bructères, deux autres tribus qui deviendraient franques par la suite, mais cette alliance est trop faible et arrive trop tard. Les Romains pénètrent sur les terres des Tenctères et tentent de les exterminer. Les Ampsivariens ne soutiennent aucun de leurs alliés au moment critique, et pendant que les Romains se retirent, eux restent seuls, n’ayant pas su prendre parti au moment décisif.
Ils remontent alors le Rhin, parfois bien accueillis, parfois repoussés, jusqu’à ce que tous les guerriers soient tués. Les survivants sont distribués comme du butin, c’est-à-dire réduits en esclavage. Ils disparaissent à peu près, Ptolémée ne les cite pas parmi les peuples germains.

## Au Bas-Empire
Leur nom apparaît cependant dans un ouvrage d’un historien des peuples germains, Sulpice Alexandre, dont rien ne nous est parvenu à part quelques citations dans Grégoire de Tours. Dans celles-ci, les Ampsivariens apparaissent quelques siècles après leur dernière évocation dans Tacite, à moins que les citations soient incorrectes, ou que Sulpice se soit trompé. Dans les citations, un général romain de famille franque, Arbogast (mort en 394), franchit le Rhin pour attaquer les Francs et ravage les possessions des Bructères et des Chamaves. Une armée de Chattes et d’Ampsivariens commandée par Marcomir apparaît soudainement sur une colline, ce qui effraie les Romains. Ces circonstances particulières évoquent un groupe accueilli par les Chattes qui aurait conservé son identité durant plusieurs siècles.
Peu de temps après la mort d’Arbogast, l’empereur Honorius consacre peu de temps aux Francs, l’Italie étant envahie par les Goths. C’est l’empereur qui répond aux Bretons qui lui demandent de l’aide contre les invasions des Angles et des Saxons de se défendre eux-mêmes, de leur mieux. Dans la Notitia dignitatum, qui liste les unités romaines et leurs symboles, toute une liste de peuples Francs sont indiqués comme troupes auxiliaires. Des Ampsivariens y apparaissent.